# The World Tonight
The World Tonight è un brano musicale di Paul McCartney incluso nel suo album Flaming Pie del 1997. Si tratta del primo, ed unico, singolo estratto dall'album pubblicato negli Stati Uniti, il 17 aprile 1997, e del secondo singolo pubblicato in Gran Bretagna (dopo Young Boy) dove raggiunse la posizione numero 23 in classifica. Negli USA raggiunse invece la numero 64 nella Billboard Hot 100 e la numero 23 nella Billboard Modern Rock Tracks.
Nel 2016 la canzone è stata inclusa nella raccolta Pure McCartney.

## Tracce singolo
US CD C2 7243 8 58650 2 2, 6 maggio 1997 (Capitol Records)
1. The World Tonight – 4:03
2. Looking for You – 4:48
3. Oobu Joobu (Part 1) – 9:55

UK 7" RP6472, UK CD1 CDRS6472
1. The World Tonight – 4:03
2. Used to Be Bad (Steve Miller, McCartney) – 4:08
3. Oobu Joobu (Part 3) – 9:48 (solo CD)

UK CD2 CDR6472
1. The World Tonight – 4:03
2. Really Love You (McCartney, Richard Starkey) – 5:14
3. Oobu Joobu (Part 4) – 7:06

## Formazione
- Paul McCartney - voce solista e armonie vocali, basso, chitarra acustica ed elettrica, pianoforte, batteria, percussioni
- Jeff Lynne - armonie vocali, chitarra elettrica, chitarra acustica, tastiere